# 기리하라촌 (시가현)
기리하라촌(桐原村)은 시가현 가모군에 있던 촌이다.

## 역사
- 1889년 4월 1일 - 정촌제 시행에 의해 8촌의 구역을 가지고 성립하였다.
- 1954년 3월 31일 - 하치만정, 오카야마촌, 가나다촌, 마부치촌과 합병해 오미하치만시가 성립하여, 동일 기리하라촌은 폐지되었다.

## 교통

### 철도
- 일본국유철도
  - 도카이도 본선

## 참고문헌
- 角川日本地名大辞典 25 滋賀県